# Skövde (gemeente)
Skövde is een Zweedse gemeente in Västergötland. De gemeente behoort tot de provincie Västra Götalands län. Ze heeft een totale oppervlakte van 688,0 km² en telde 55.729 inwoners in 2018.

## Plaatsen
- Skövde (stad)
- Skultorp
- Stöpen
- Tidan
- Timmersdala
- Igelstorp
- Värsås
- Väring
- Lerdala
- Ulvåker
- Berg (Skövde)
- Greva-gårdsbyn
- Böja
- Grönhult
- Flistad

## Geboren
- Sture Pettersson (30 september 1942), wielrenner
- Erik Pettersson (4 april 1944), wielrenner
- Jonas Ljungblad (15 januari 1979), wielrenner